# Йоры
Йоры (лат. Aegithina) — род воробьиных птиц, единственный в семействе йоровых (Aegithinidae). Ранее йор относили к семейству листовковых.
Йоры живут в лесах, садах и на фруктовых плантациях от Южной Азии до Юго-Восточной Азии. Их размер составляет от 12 до 16 см. Как правило, они живут поодиночке и питаются пауками, насекомыми и другими беспозвоночными. У йор не существует полового диморфизма, однако во время брачного периода у самцов оперение приобретает более яркий цвет.

## Классификация
Международный союз орнитологов относит к роду 4 вида:
- Aegithina lafresnayei (Hartlaub, 1844) — Длинноклювая йора
- Aegithina nigrolutea (Marshall, 1876) — Черношапочная йора
- Aegithina tiphia (Linnaeus, 1758) — Чернокрылая йора
- Aegithina viridissima (Bonaparte, 1850) — Зелёная йора